# Harvey Sproule
Pour les articles homonymes, voir Sproule.
Frederick Harvey Sproule  (12 janvier 1883-9 juillet 1959) est un joueur, entraîneur et propriétaire d'équipe de hockey sur glace canadien.

## Biographie
Né à Milton, Sproule commence dans le sport en tant que compétiteur cycliste et joueur de hockey sur glace amateur. Il participe aussi au Toronto Old Orchard et au Toronto Rowing Club Hockey alors qui aménage à Toronto,,. Ensuite, il participe comme entraîneur et gestionnaire du Toronto Victorias et au Toronto Crescents.

## Carrière
Durant plusieurs années, il participe en tant qu'arbitre de la Ontario Hockey Association. En 1919, Sproule s'associe avec Paul Ciceri pour devenir propriétaire du club de la Ligue nationale de hockey des Toronto St. Patricks (qui deviendront les Maple Leafs de Toronto). Sproule exerce alors les fonctions de secrétaire-trésorier et gestionnaire du club avant de devenir entraîneur-chef lors de la saison 1919-1920. Sa carrière d'entraîneur se compose de 12 parties, avec 7 victoire et 5 défaites.
Durant la saison 1920-21, Sproule sert comme arbitre dans la LNH avant de retourner dans la OHA.

## Famille
Sproule est le neveu du Président de la Chambre des communes du Canada, député et sénateur conservateur, Thomas Simpson Sproule,.